# 曼努埃尔·弗洛雷斯
曼努埃尔·弗洛雷斯（西班牙語：Manuel Flores，1951年7月23日—），西班牙男子篮球运动员。他曾代表西班牙国家队参加1974年国际篮联世界锦标赛和1980年夏季奥林匹克运动会。